# Розмарин

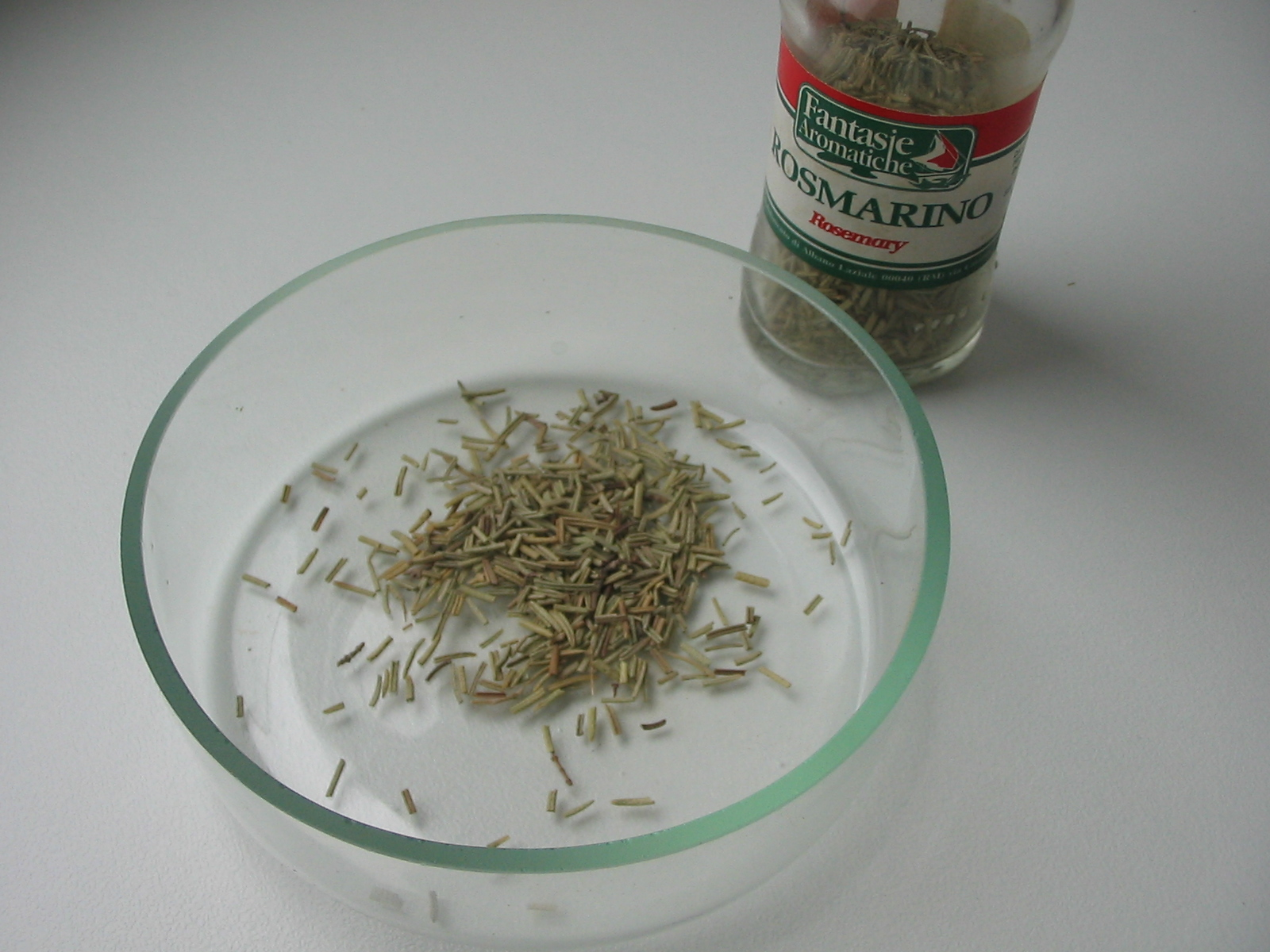
Сухе листя розмарину

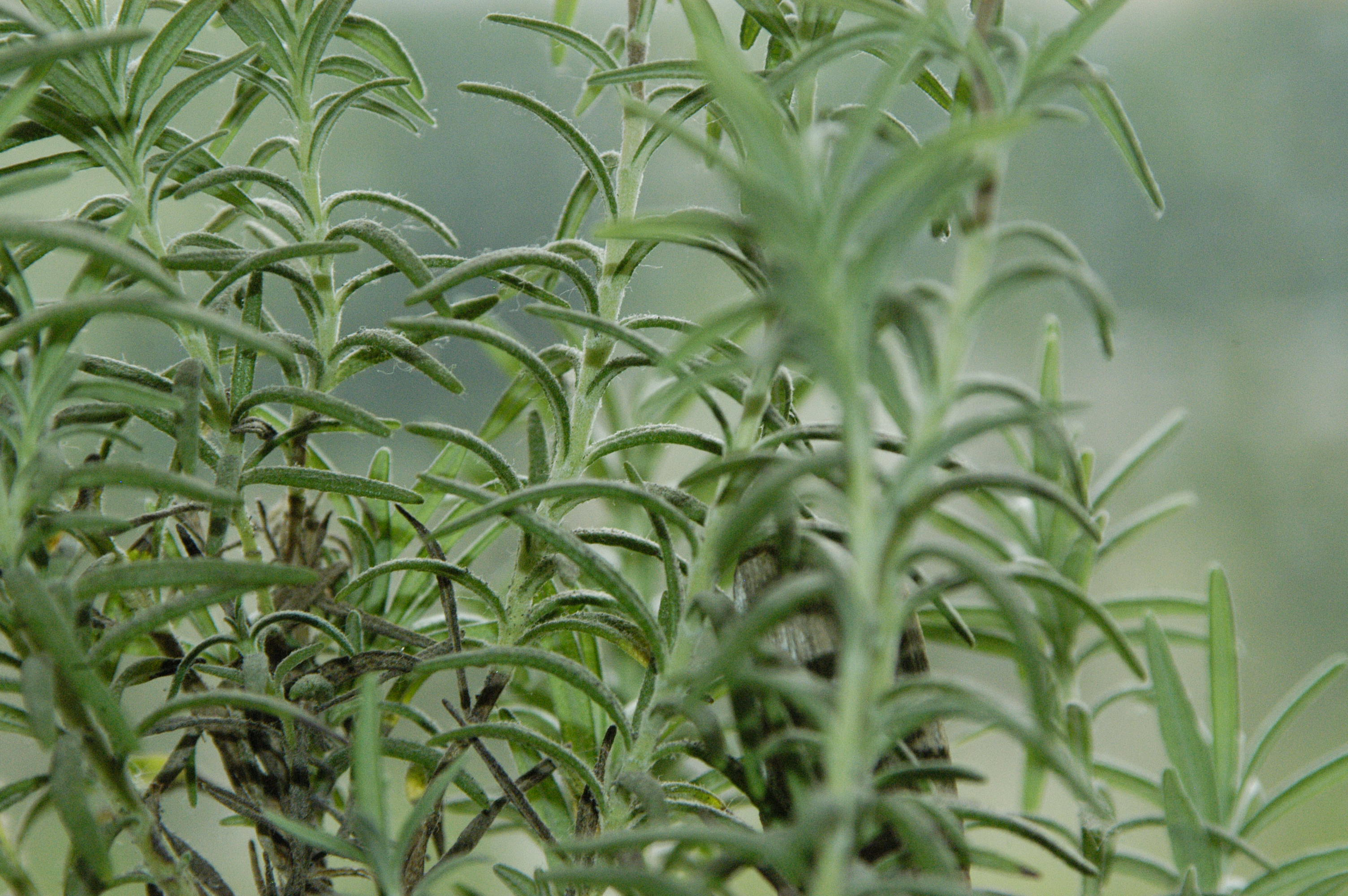
Розмарин на підвіконні

Розмарин (Salvia rosmarinus Spenn., syn. Rosmarinus officinalis L.) — вид квіткових рослин з родини глухокропивових (Lamiaceae), трав'янистий вічнозелений кущ до 1.5 метра заввишки. Рослину використовують як їжу, ліки та джерело ароматної олії. Батьківщина розмарину — західне Середземномор'я. У дикому вигляді росте в Північній Африці (Алжир, Лівія, Марокко, Туніс), Туреччині, на Кіпрі. Найінтенсивніше вирощується в Іспанії, також у Франції, Тунісі, Марокко, Італії та на Балканах.
У 1813 р. висаджено на території Нікітського ботанічного саду і з того часу вирощується в Криму як культурна рослина.

## Ботанічний опис

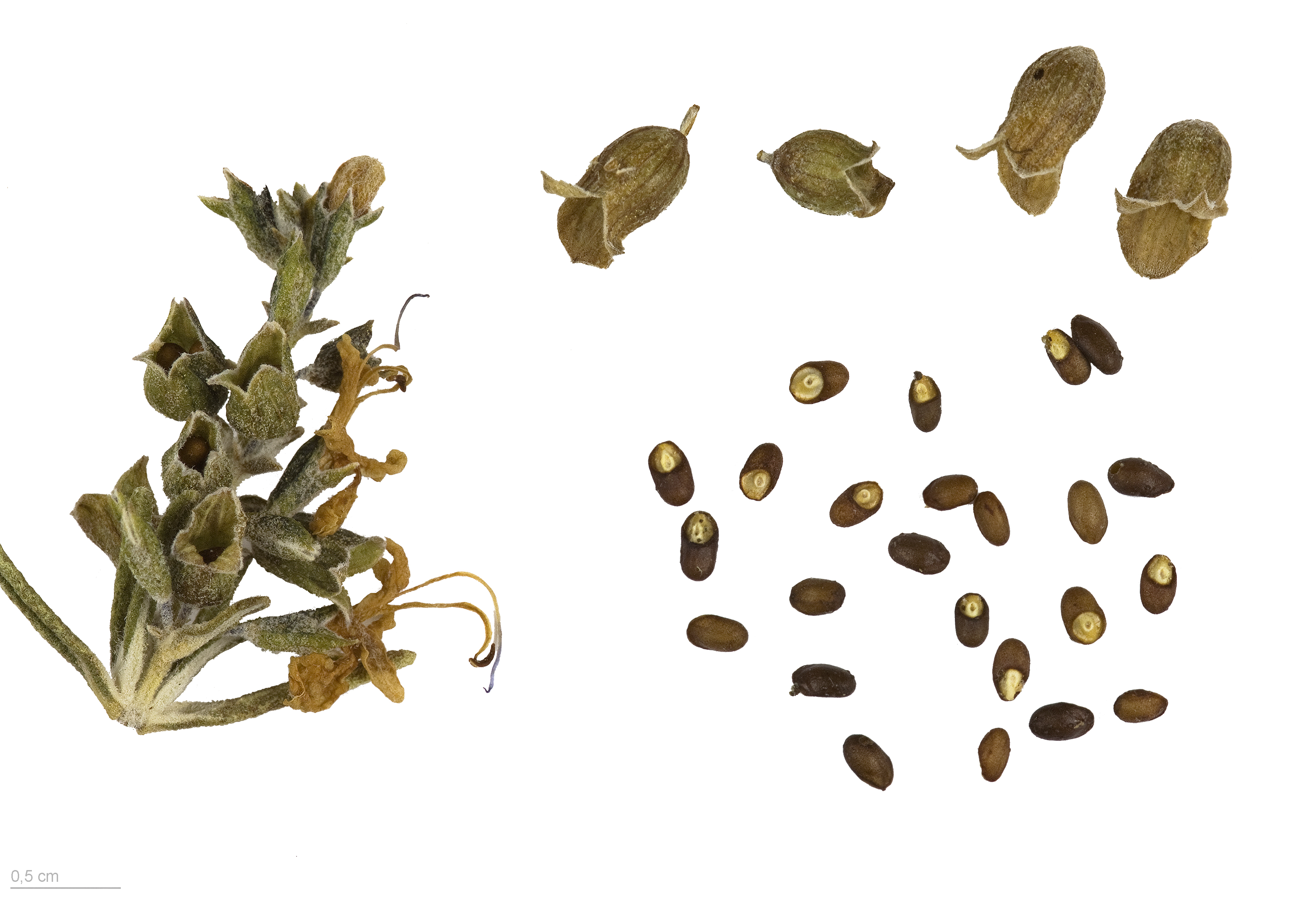
Rosmarinus officinalis — Тулузький музей

|                     |
| Розмарин лікарський |

Представники виду — кущі заввишки 50—200 см.
Листя на дуже коротких черешках, вічнозелені, лінійні, на кінці тупі, по краях загорнуті, товстуваті. Плід — округлояйцеподібний, гладкий, буруватий горішок. 
Цвіте у квітні-травні. Плоди дозрівають у вересні.

## Хімічний склад
У листі розмарину знайдені алкалоїди (розмарицин), урсолова і розмаринова кислоти, дубильні речовини та ін.
У листі, квітках і верхніх частинах пагонів міститься ефірна (розмаринова) олія, її вихід в залежності від місця зростання рослини — 0,3—1,2 % (на сиру масу). Скупчення олії в листі має два максимуми: у період повного цвітіння і в період осипання плодів. До складу ефірної олії входять α-пінен (30 %), камфен (20 %), цинеол (24-40 %), борнеол (10-17%), L-камфора, каріофілен (8%), борнілацетат (2%), а також флавоноїди (апігенін, лютеолін), кавова кислота, хлорогенова кислота, амірин, урсулова кислота, олеанова кислота, лимонен, смоли і гіркоти. 

## Застосування
Існує багато сортів розмарину як кулінарних, так і декоративних, крім того, спеціальних — для отримання ефірної олії, яку використовують в парфумерії. Листя, квітки і молоді пагони застосовуються в лікеро-горілчаній та хлібопекарській галузях промисловості.
Віддавна розмарин використовують як лікарську рослину. Препарати з нього покращують пам'ять, дезінфікують повітря та протидіють молі, розмарин використовувався як збуджувальний засіб, завдяки подразнюючим властивостям камфори, яка міститься в його олії. Крім того, він сприяє виділенню шлункового соку та покращує діяльність шлунку та кишки. Розмарин має терпкуватий, злегка гіркуватий смак, з приємним хвойним, камфорним запахом, що робить його дуже популярною приправою.
Найбільшого поширення вона набула в країнах Середземномор'я, особливо Італії та Франції, менше — в Греції. Як спеції використовують тоненькі, схожі на голочки хвої листочки, свіжі чи сушені. Найбільший вміст ароматичних компонентів — під час цвітіння. Розмарин використовують в кулінарії як прянощі для приготування різноманітних страв з риби та м'яса, в невеликій кількості вони додаються до овочевих супів і страв, в салати, м'ясні фарші, до смаженої птиці. Надають приємного смаку м'яким сирам, картоплі, грибам, капусті та маринадам. Ним посипають італійську випічку. Розмарин належить до складу «суміші прованських трав».

## Застосування в медицині

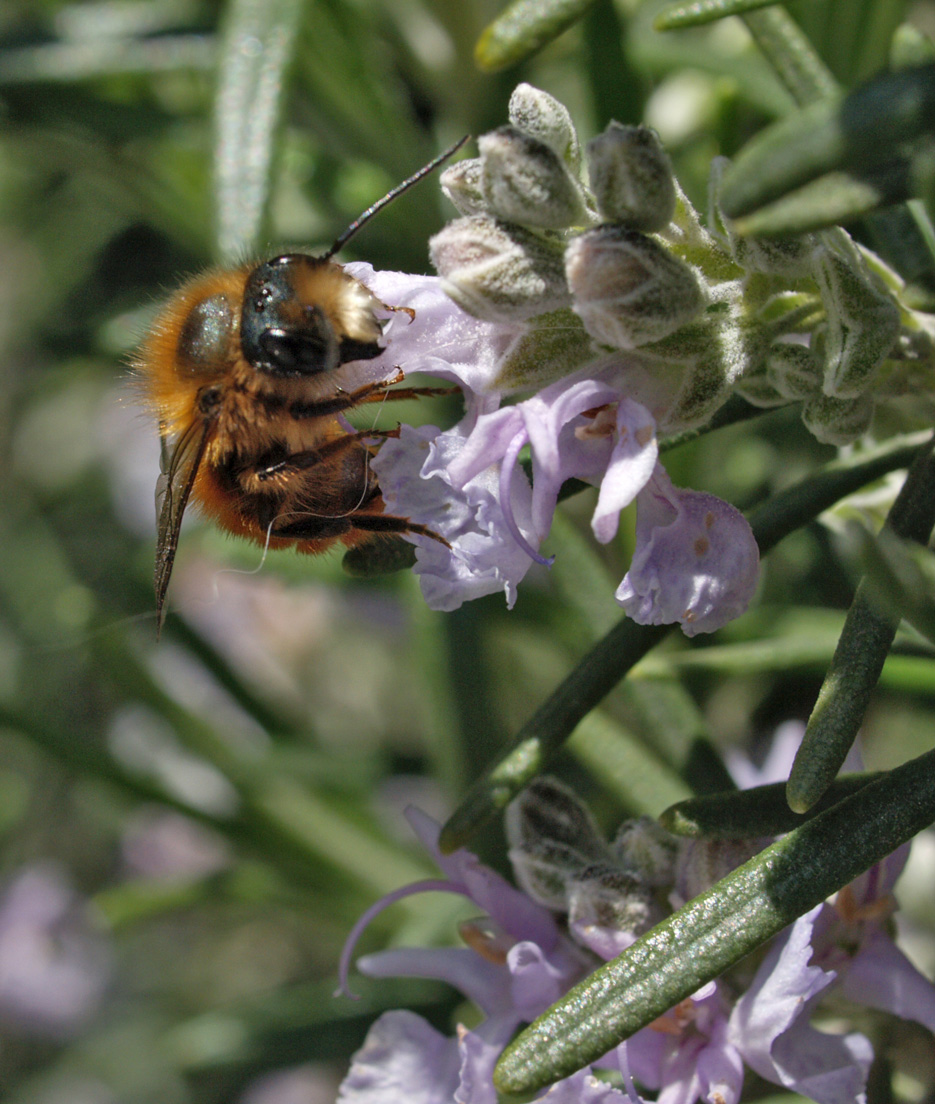
Osmia cornuta на квітці Rosmarinus officinalis

Використання розмарину в їжу сприяє підвищенню виділення шлункового соку, поліпшенню травлення. У клінічних експериментах показано, що водний настій рослини посилює скорочення серця, короткочасно підвищує кров'яний тиск, має жовчогінну і тонізуючу дію, знімає стрес і нервову напругу. Також позитивно впливає водний настій розмарину (у суміші з лавандою) на хворих в постінсультний період, завдяки його властивості покращувати мозковий кровообіг, пам'ять та зір.
Розмарин допомагає при простудних захворюваннях: його летючі речовини здатні очистити повітря від 80 % мікробів, що знаходяться в приміщенні. Він добре порається з такими шкідливими мікроорганізмами, як стафілокок, стрептокок, кишкова паличка і дріжджові грибки.
Листя і однорічні пагони розмарину застосовували в народній медицині всередину при аменореї, як в'язкий тонізуючий засіб при імпотенції; седативний засіб — при нервових розладах в клімактеричному періоді; болезаспокійливий засіб — при болях у серці і шлункових кольках і зовнішньо — при невритах, тромбофлебіті, ревматизмі, паротиті, болях, і як ранозагоювальний засіб.

## Розмарин як символ
|                     |
| Розмарин лікарський |

Назва рослини походить від латинського слова rosmarinus — «морська роса». Ліричну назву кущ отримав ще до н. е. стародавні греки описували кущі, що ростуть на узбережжі в бризках морської піни. Розмарин застосовували як омолоджувальний засіб і лікували його відваром розлади сну і пам'яті. Один зі старих рецептів — покласти кілька гілочок розмарину у вино, нагріти і дати випити хворому. Така подоба глінтвейну функціонує як стимулятор роботи мозку.
У Стародавній Греції, Римі, Єгипті і пізніше в Європі розмарин символізував смерть. У Стародавній Греції вінок з квітів розмарину клали на могилу, родичам покійного дарували розмаринові гілки. Єгиптяни клали в руку небіжчика гілку розмарину — вважалося, що її аромат прикрасить подорож у країну мертвих.
Зображення розмаринової гілки часто використовувалося на надгробках.
Стародавні римляни, які приписували рослині чарівну силу, вважали, що квітки розмарину мають такий привабливий блакитний колір внаслідок того, що розмарин росте вздовж берега моря, і морська піна омиває його (звідси й інша назва чагарнику — «морська роса»).
В Елладі розмарин присвячували богині любові Афродіті, а в Середньовіччя гілочки рослини дарували молодятам під час одруження і прикрашали ними житло в свята.
У середні віки розмарин став улюбленцем травників та лікарів. З нього чавили олію, яку застосовували для розтирань та інгаляцій. А ще виганяли диявола. Трохи пізніше трава знову символізувала любов і її дарували на знак вірності і на пам'ять коханим. А також застосовували в медицині. Ефірна олія розмарину очищає дихання, покращує кровообіг та обмінні процеси в організмі. Ним лікують зовнішні запальні процеси, а відвар допоможе впоратися з випаданням волосся, якщо застосовувати розмаринову воду як тонік для шкіри голови.